# Liste des volcans de Papouasie-Nouvelle-Guinée

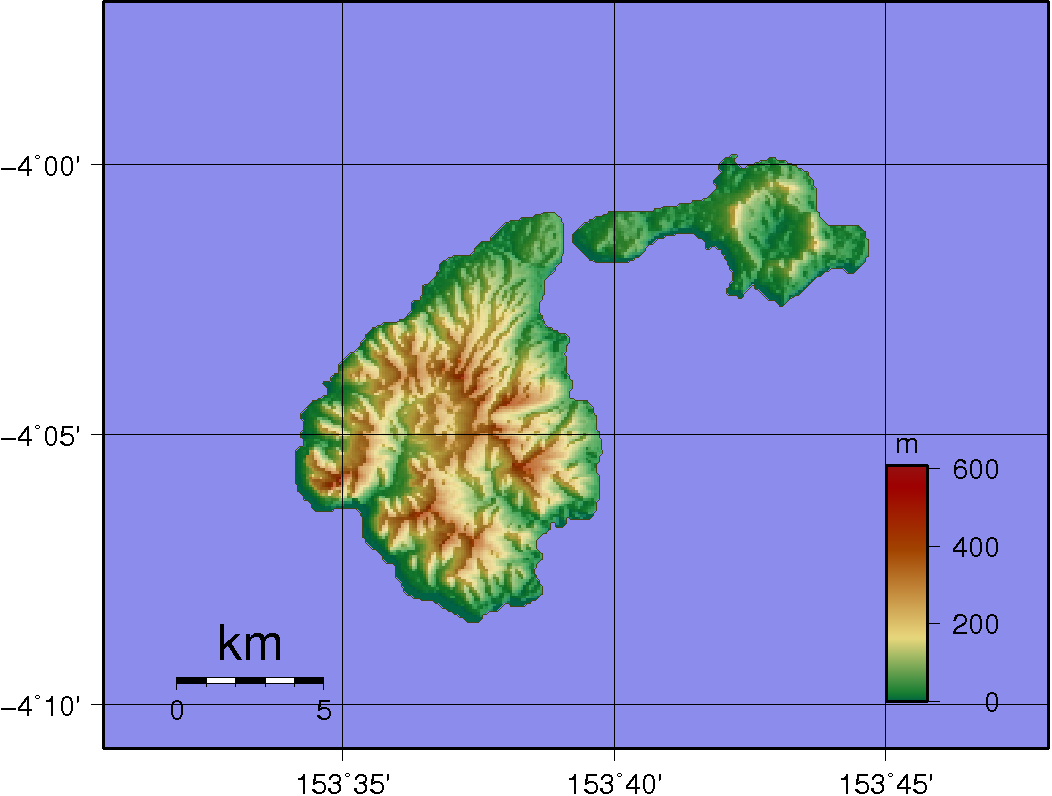
MNT des îles volcaniques Ambitle (à gauche) et Babase (à droite).

Cet article recense les volcans de Papouasie-Nouvelle-Guinée. 

## Liste

### Nouvelle-Guinée
| Nom                     | Forme                | Altitude | Dernière éruption | Coordonnées          |
| ----------------------- | -------------------- | -------- | ----------------- | -------------------- |
| Crater Mountain         | Stratovolcan         | +03 233, | ?                 | 6° 35′ S, 145° 05′ E |
| Doma                    | Stratovolcan         | +03 568, | ?                 | 5° 54′ S, 143° 09′ E |
| Mont Giluwe             | ?                    | +04 368, | ~ 220 000 ans     | 6° 03′ S, 143° 53′ E |
| Hagen                   | ?                    | +03 778, | ~ 210 000 ans     | 5° 45′ S, 144° 02′ E |
| Chaîne des Hydrographes | Stratovolcan         | +01 915, | ?                 | 9° 00′ S, 148° 22′ E |
| Koranga                 | Maar                 | +01 500, | ?                 | 7° 20′ S, 146° 42′ E |
| Mont Lamington          | Stratovolcan         | +01 680, | 1956              | 8° 57′ S, 148° 09′ E |
| Madilogo                | Cône pyroclastique   | +00850,  | ?                 | 9° 12′ S, 147° 34′ E |
| Managlase               | Champ volcanique     | +01 342, | ?                 | 9° 05′ S, 148° 20′ E |
| Musa River              | Champ hydrothermal   | +00808,  | ?                 | 9° 18′ S, 148° 08′ E |
| Sessagara               | Cônes pyroclastiques | +00370,  | ?                 | 9° 29′ S, 149° 08′ E |
| Victory                 | Stratovolcan         | +01 925, | 1935              | 9° 12′ S, 149° 04′ E |
| Waiowa                  | Cône pyroclastique   | +00640,  | 1944              | 9° 34′ S, 149° 04′ E |
| Yelia                   | Stratovolcan         | +03 384, | ?                 | 7° 03′ S, 145° 51′ E |

### Îles de l'Amirauté
| Nom                     | Forme           | Altitude | Dernière éruption | Coordonnées          |
| ----------------------- | --------------- | -------- | ----------------- | -------------------- |
| Baluan                  | Stratovolcan    | +00254,  | Holocène          | 2° 34′ S, 147° 17′ E |
| Détroit de Saint-Andrew | Volcan complexe | +00270,  | 1957              | 2° 23′ S, 147° 21′ E |

### Bougainville
| Nom            | Forme                  | Altitude | Dernière éruption | Coordonnées          |
| -------------- | ---------------------- | -------- | ----------------- | -------------------- |
| Bagana         | Cône de lave           | +01 855, | 2006              | 6° 08′ S, 155° 12′ E |
| Balbi          | Stratovolcan           | +02 715, | Holocène          | 5° 55′ S, 154° 59′ E |
| Billy Mitchell | Bouclier pyroclastique | +01 544, | 1580              | 6° 06′ S, 155° 13′ E |
| Loloru         | Bouclier pyroclastique | +01 887, | 1050 av. J.-C.    | 6° 31′ S, 155° 37′ E |
| Takuan         | Complexe volcanique    | +02 210, | Holocène          | 6° 27′ S, 155° 36′ E |
| Tore           | Cône de lave           | +02 200, | Holocène          | 5° 50′ S, 154° 56′ E |

### Îles d'Entrecasteaux
| Nom               | Forme            | Altitude | Dernière éruption | Coordonnées          |
| ----------------- | ---------------- | -------- | ----------------- | -------------------- |
| Détroit de Dawson | Champ volcanique | +00500,  | 1350              | 9° 37′ S, 150° 53′ E |
| Goodenough        | Champ volcanique | +00220,  | Holocène          | 9° 29′ S, 150° 21′ E |
| Iamalele          | Dômes de lave    | +00200,  | Holocène          | 9° 31′ S, 150° 32′ E |

### Nouvelle-Bretagne
| Nom      | Forme                  | Altitude | Dernière éruption | Coordonnées          |
| -------- | ---------------------- | -------- | ----------------- | -------------------- |
| Bamus    | Stratovolcan           | +02 248, | 1886              | 5° 12′ S, 151° 14′ E |
| Bola     | Stratovolcan           | +01 155, | Holocène          | 5° 09′ S, 150° 02′ E |
| Dakataua | Caldeira               | +00400,  | 1895              | 5° 03′ S, 150° 06′ E |
| Garbuna  | Stratovolcans          | +00564,  | ?                 | 5° 27′ S, 150° 02′ E |
| Garove   | Stratovolcan           | +00368,  | Holocène          | 4° 42′ S, 149° 30′ E |
| Garua    | Champ volcanique       | +00565,  | ?                 | 5° 18′ S, 150° 04′ E |
| Hargy    | Stratovolcan           | +01 148, | 950               | 5° 20′ S, 151° 06′ E |
| Langila  | Volcan complexe        | +01 330, | 2021              | 5° 32′ S, 148° 25′ E |
| Lolo     | Stratovolcan           | +00805,  | ?                 | 5° 28′ S, 150° 30′ E |
| Lolobau  | Caldeira               | +00858,  | 1912              | 4° 55′ S, 151° 09′ E |
| Mundua   | Volcan complexe        | +00179,  | Holocène          | 4° 38′ S, 149° 21′ E |
| Narage   | ?                      | +00307,  | Pleistocene       | 4° 33′ S, 149° 08′ E |
| Pago     | Caldeira               | +00742,  | 2003              | 5° 35′ S, 150° 31′ E |
| Rabaul   | Bouclier pyroclastique | +00688,  | 2006              | 4° 16′ S, 152° 12′ E |
| Sulu     | Stratovolcans          | +00610,  | ?                 | 5° 30′ S, 150° 57′ E |
| Tavui    | Caldeira               | +00200,  | 5150 av. J.-C.    | 4° 07′ S, 152° 12′ E |
| Ulawun   | Stratovolcan           | +02 334, | 2005              | 5° 03′ S, 151° 20′ E |

### Nouvelle-Irlande
| Nom     | Forme               | Altitude | Dernière éruption | Coordonnées          |
| ------- | ------------------- | -------- | ----------------- | -------------------- |
| Ambitle | Stratovolcan        | +00450,  | 350 av. J.-C.     | 4° 05′ S, 153° 39′ E |
| Lihir   | Complexe volcanique | +00700,  | Holocène          | 3° 08′ S, 152° 39′ E |

### Autres îles
| Nom              | Forme               | Altitude | Dernière éruption | Coordonnées          |
| ---------------- | ------------------- | -------- | ----------------- | -------------------- |
| Bam              | Stratovolcan        | +00685,  | 1960              | 3° 37′ S, 144° 49′ E |
| Blup Blup        | Stratovolcan        | +00402,  | ?                 | 3° 30′ S, 144° 36′ E |
| Boisa            | Stratovolcan        | +00240,  | ?                 | 4° 00′ S, 144° 58′ E |
| Kadovar          | Stratovolcan        | +00365,  | 2018              | 3° 38′ S, 144° 38′ E |
| Karkar           | Stratovolcan        | +01 839, | 1979              | 4° 39′ S, 145° 58′ E |
| Long Island      | Volcan complexe     | +01 280, | 1993              | 5° 21′ S, 147° 07′ E |
| Manam            | Stratovolcan        | +01 807, | 2006              | 4° 05′ S, 145° 02′ E |
| Nouvelle-Hanovre | ?                   | ?        | ?                 | 2° 30′ S, 150° 15′ E |
| Ritter           | Stratovolcan        | +00140,  | 1974              | 5° 31′ S, 148° 07′ E |
| Sakar            | Stratovolcan        | +00992,  | ?                 | 5° 25′ S, 148° 06′ E |
| Umboi            | Volcan complexe     | +01 548, | Holocène          | 5° 35′ S, 147° 53′ E |
| Volcan sans nom  | Volcan sous-marin   | −01 300, | ?                 | 3° 02′ S, 147° 47′ E |
| Yomba            | Volcan sous-marin ? | +0 0000, | ?                 | 4° 54′ S, 146° 45′ E |